# Carl Meyer
Carl James Meyer (Geraldine, 3 de septiembre de 1981) es un deportista neozelandés que compitió en remo. Su esposa, Caroline Evers-Swindell, compitió en el mismo deporte.
Ganó una medalla de oro en el Campeonato Mundial de Remo de 2007, en la prueba de cuatro sin timonel. Participó en dos Juegos Olímpicos de Verano, ocupando el quinto lugar en Atenas 2004 y el séptimo en Pekín 2008, en el cuatro sin timonel.

## Palmarés internacional
| Campeonato Mundial | Campeonato Mundial | Campeonato Mundial | Campeonato Mundial |
| Año                | Lugar              | Medalla            | Prueba             |
| ------------------ | ------------------ | ------------------ | ------------------ |
| 2007               | Múnich (Alemania)  | Medalla de oro     | Cuatro sin timonel |